# Renée Darriet
Renée Darriet (Mont-de-Marsan, 17 de noviembre de 1911-Mont-de-Marsan, 26 de diciembre de 2010) fue una resistente francesa contra la ocupación nazi.

## Resistencia, deportación y liberación

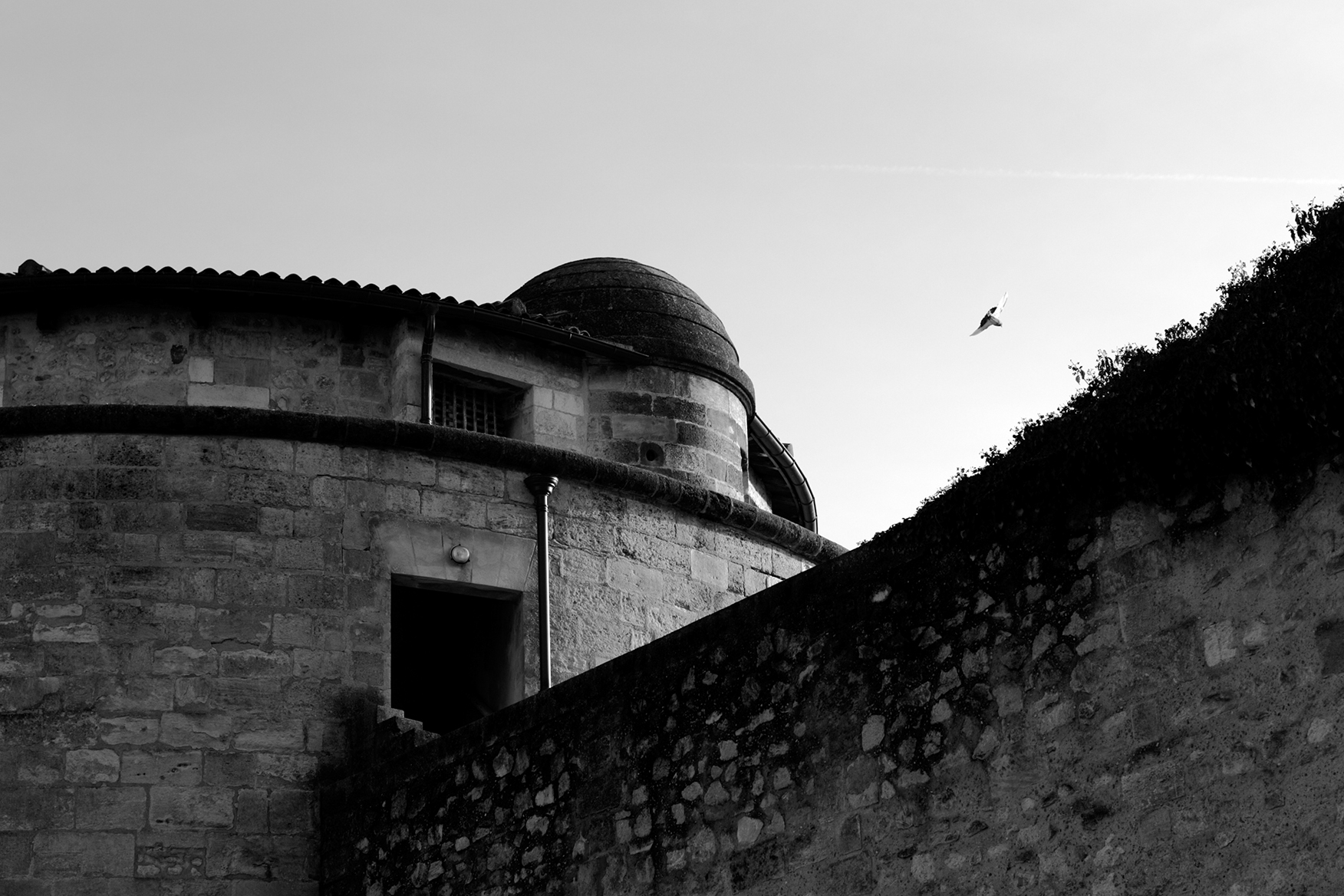
Fort du Hâ

Se incorporó a la Resistencia en 1942 con su hermano, aprovechando su trabajo de telefonista en la PTT, el servicio francés de teléfonos y telégrafos. El 8 de octubre de 1943 fue detenida en su domicilio del 9 rue Martinon por la policía francesa, que la entregó a las fuerzas alemanas, siendo internada en el Fuerte del Ha en Burdeos. Sin embargo, alertada la víspera al no poder comunicarse con su hermano, Renée enterró toda la documentación comprometedora en su poder junto a un melocotonero de su jardín, de donde no se recuperaron hasta dos años después del fin de la guerra. Sin documentos que estableciesen su papel en la Resistencia, mantuvo su silencio durante dos meses de interrogatorios.

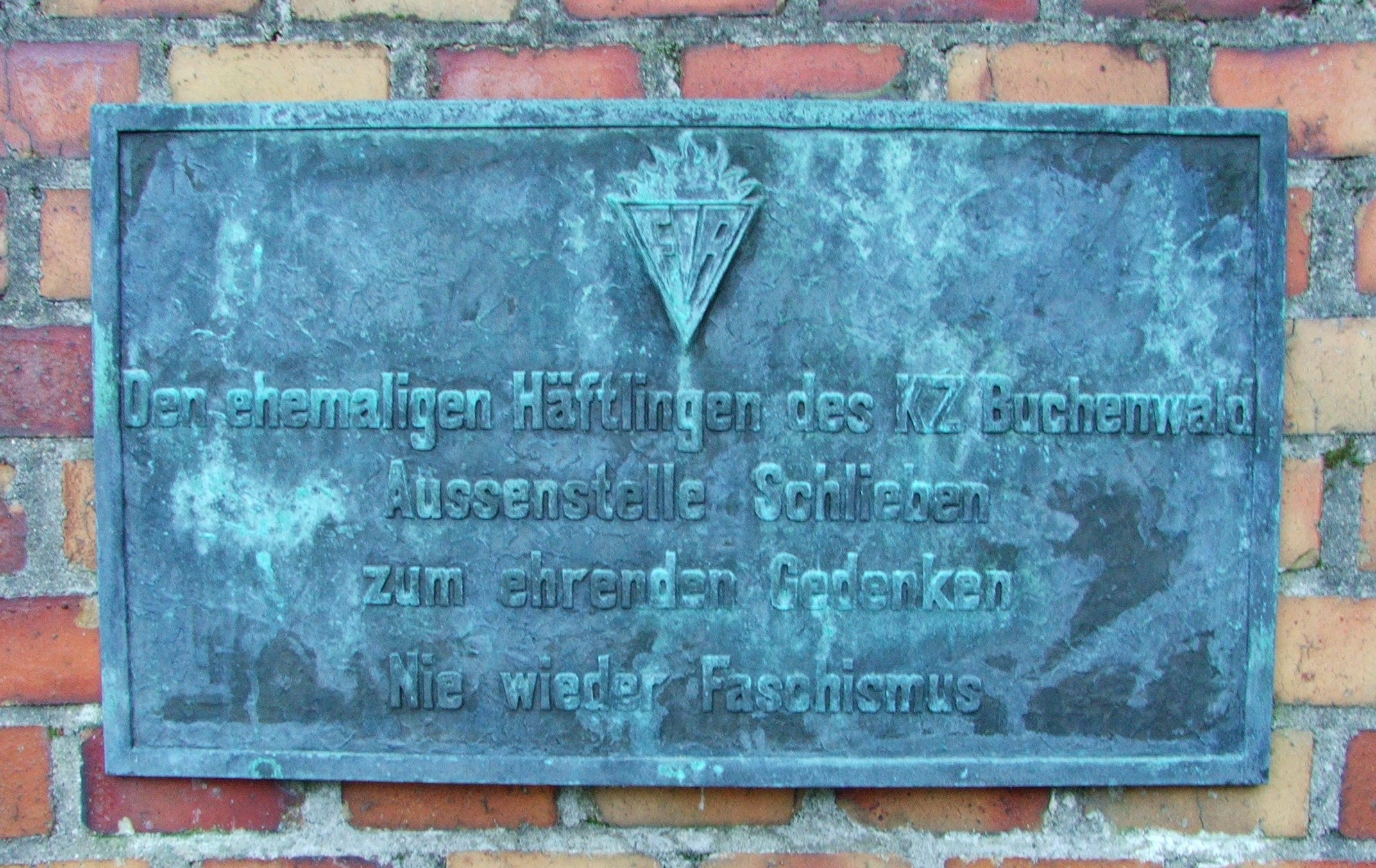
Memorial del campo de Schlieben.

 En 1944 fue deportada al campo de Ravensbrück. Posteriormente fue trasladada al de Schlieben, del que fue liberada el 25 de mayo de 1945. Se dio la circunstancia de que las ropas civiles que se facilitaron tras su liberación no le acomodaban, por ello regresó a Francia con su uniforme de prisionera, tras recorrer cientos de kilómetros a pie.

## Vida posterior
Renée Darriet fue militante del Partido Socialista, siendo consejera municipal de su ciudad durante quince años. También concurrió en una ocasión a las elecciones cantonales, sin éxito.
Durante su vida fue condecorada con la Legión de Honor (caballero en 1973, oficial en 1980), la Cruz de Guerra, las medallas de la Resistencia, de los Resistentes de los PTT y de los Deportados. En 2007, una calle de Mont-de-Marsan le fue dedicada.
Falleció en Mont-de-Marsan en 2010.